# ニコラ・アルヌジ
ニコラ・アルヌジ（Nicolas Alnoudji、1979年12月9日 - ）は、カメルーンの元サッカー選手。元カメルーン代表。ポジションはミッドフィールダー。

## 来歴
2000年4月にカメルーン代表デビュー。夏にU-23代表としてシドニーオリンピックに出場、初戦・クウェート戦では先制点を決めた。チームはカメルーン史上初の優勝を果たした。FIFAコンフェデレーションズカップ2001ではグループステージ全3試合に出場した。2002年には、ともに出場機会は無かったが、アフリカネイションズカップ、FIFAワールドカップのメンバーに選ばれた。カメルーン代表として通算17試合に出場した。

## 代表歴

### 出場大会
- カメルーン代表
  - 2002 FIFAワールドカップ

### 試合数
- 国際Aマッチ 17試合 0得点（2000年-2002年）[1]

| カメルーン代表 | 国際Aマッチ | 国際Aマッチ |
| 年             | 出場        | 得点        |
| -------------- | ----------- | ----------- |
| 2000           | 4           | 0           |
| 2001           | 9           | 0           |
| 2002           | 4           | 0           |
| 通算           | 17          | 0           |